# Cherie Piper
Pour les articles homonymes, voir Piper.
Cherie Piper, née le 29 juin 1981 à Toronto au Canada, est une joueuse de hockey sur glace canadienne.
Avec l'équipe du Canada de hockey sur glace féminin, elle est championne du monde en 2004 et vice-championne en 2005 et 2008. Elle obtient par trois fois la médaille d'or olympique, en 2002 à Salt Lake City, en 2006 à Turin et en 2010 à Vancouver.